# Бетюнг
Бетюнг (якут. Бөтүҥ) — село в Вилюйском улусе Якутии России. Административный центр и единственный населённый пункт Бёкчёгинского наслега. Население — 407 чел. (2021), большинство — якуты .

## География
Село расположено на западе региона, в восточной части Центрально-Якутской равнины, возле нескольких аласов-озёр.
Географическое положение
Расстояние до улусного центра — города Вилюйск — 59 км..
Климат
В населённом пункте, как и во всем районе, климат резко континентальный, с продолжительным зимним и коротким летним периодами. Зимой погода ясная, с низкими температурами. Устойчивые холода зимой формируются под действием обширного антициклона, охватывающего северо-восточные и центральные улусы. Средняя месячная температура воздуха в январе находится в пределах от −28˚С до −40˚С..

## История
Согласно Закону Республики Саха (Якутия) от 30 ноября 2004 года N 173-З N 353-III село возглавило образованное муниципальное образование Бёкчёгинский наслег.

## Население
| 2002 | 2010 | 2012 | 2013 | 2014 | 2015 | 2016 | 2017 | 2018 | 2019 | 2020 |
| ---- | ---- | ---- | ---- | ---- | ---- | ---- | ---- | ---- | ---- | ---- |
| 563  | ↘477 | ↘454 | ↘429 | ↘409 | ↘407 | ↘404 | ↗417 | ↗421 | ↘419 | ↘406 |
| 2021 |      |      |      |      |      |      |      |      |      |      |
| ↗407 |      |      |      |      |      |      |      |      |      |      |

Национальный состав
Согласно результатам переписи 2002 года, в национальной структуре населения якуты составляли 89 % от общей численности населения в 563 чел..

## Инфраструктура
Животноводство (мясо-молочное скотоводство, мясное табунное коневодство), была центральная усадьба АО «Бетюнг».
МБУ Досуговый центр «Арчы», МБОУ «Бекчегинская средняя общеобразовательная школа»,  Дом фольклора, учреждения здравоохранения и торговли, детсад «Мичил».

## Транспорт
Просёлочная дорога с выездом на автодорогу федерального значения «Вилюй».